# Guglielmina Setti
Guglielmina Setti (Diano Calderina, 14 dicembre 1892 – Genova, 9 marzo 1977) è stata una critica cinematografica italiana.

## Biografia
Nata in una frazione di Diano Marina, località della provincia di Imperia, ma genovese di adozione, dal 1932 fu la prima donna a tenere una rubrica di critica cinematografica in Italia, sul quotidiano Il Lavoro, insieme a Irene Brin e acquisì una discreta popolarità insieme con un altro critico, Filippo Sacchi e svariati altri. Come Sacchi, fu perseguitata dal regime fascista.
Nel dopoguerra venne sostituita da Tullio Cicciarelli e, dopo aver collaborato per un breve periodo al quotidiano Il Secolo XIX, passò alla Gazzetta del Lunedì (che era il titolo con il quale usciva al lunedì il giornale Il Corriere Mercantile) dove continuò a tenere la sua rubrica fino al 1972, anno del suo ritiro. L'anno seguente iniziò a collaborare con la rivista Le Stagioni, fondata dalla scrittrice Gladia Angeli. Molte sue recensioni sono state riprese da Enrico Lancia e Roberto Chiti nel primo volume del Dizionario del cinema italiano, dedicato ai film dal 1930 al 1944.
È deceduta nel marzo del 1977 all'età di 84 anni. Cremata, le sue ceneri riposano nel cinerario del Cimitero monumentale di Staglieno, accanto alla sorella Lorenza Setti (1896-1971).  
A suo nome è intitolata la biblioteca della storica Cineteca Griffith genovese.